# Emmanuel Petit
Emmanuel Laurent Petit, född 22 september 1970 i Dieppe, är en fransk före detta fotbollsspelare, mittfältare och försvarsspelare. 
Emmanuel Petit debuterade i AS Monaco under Arsène Wenger som försvarsspelare 1988 där han vann ett ligaguld och ett cupguld. Wenger hämtade honom senare till Arsenal där han blev omskolad till defensiv mittfältare. I sin första säsong hos Arsenal var han med om att vinna "dubbeln" dvs. både Premier League och FA-cupen samma säsong. Efter några år i Arsenal flyttade han till Barcelona där han hade en mindre lyckad säsong innan han återvände till England och Chelsea. Petit deltog i två EM-slutspel (1992, 2000) och två VM-slutspel (1998, 2002). Under VM på hemmaplan 1998 var Petit en av det franska landslagets största profiler, han gjorde bland annat ett mål i VM-finalen mot Brasilien 1998 där Frankrike vann guld för första gången.
Han avslutade karriären i januari 2005 efter att ha varit klubblös en tid. Han har sedan dess arbetat med välgörenhet. 2011 klippte han av sitt karaktäristiska långa hår under en välgörenhetsinsamling, på detta sätt lyckades han samla in 34 000 pund till välgörande ändamål.

## Meriter
- A-landskamper: 63 (6 mål)
- VM-guld: 1998
- EM-guld: 2000
- Franskt ligaguld: 1997
- Fransk cupseger: 1991
- Engelskt ligaguld: 1998
- Engelsk FA-cupseger: 1998